# Аптечний сцинк
Аптечний сцинк (Scincus scincus) — представник роду Справжні сцинки.

## Опис
Свою назву отримав у старовину, коли його використовували для виготовлення різних ліків. Араби й досі вживають м'ясо сцинків.
Загальна довжина цього сцинка сягає 22 см, з них хвіст — 6—7 см. Колір шкіри зверху сірувато—жовтий або коричнево—бурий із темними вузкими поперечними смугами на спині. Знизу аптечний сцинк перламутрово—білий або жовтуватий.

## Спосіб життя
Полюбляє піщану місцину, відкриту, без рослин. навіть зустрічається у сипких пісках, в які «пірнає» й «плаває». Рухається ця ящірка дуже швидко, стрімко, при небезпеці заривається у пісок.
Харчується здебільшого комахами, особливо кониками, павуками, також вживає дрібних ящірок.
Аптечний сцинк відкладає 10-20 яєць, хоча за деякими відомостями цей сцинк живородний. Процес парування та народження ще не достатньо вивчено.

## Розповсюдження
Північна Африка, зокрема пустеля Сахара, Саудівська Аравія, Ірак, Оман.